# حزب اتحاد اجتماعی
حزب اتحادیه سوسیالیست (به عربی: حزب الوحدویین الاشتراکیین) یک حزب سیاسی ناصریست چپ در سوریه است. این حزب در سال ۱۹۶۲ از طریق انشعاب در حزب بعث تأسیس شد. این بخشی از جبهه ملی پیشرو و احزاب قانونی است که از سوسیالیسم و ناسیونالیسم عربی حمایت می‌کنند. رهبر حزب فایز اسماعیل است. عبدالله سلوم عبدالله، عضو این حزب، در انتخابات ریاست جمهوری سوریه در سال ۲۰۲۱ کاندیدای ریاست جمهوری شد.

## انتخابات ریاست جمهوری
| انتخابات | نامزد               | رای     | درصد  |
| -------- | ------------------- | ------- | ----- |
| ۲۰۲۱     | عببدلله سلوم عبدلله | ۲۳۱٬۹۶۸ | ۱٫۵۰٪ |

## انتخابات پارلمانی
| مجلس خلق سوریه |           |         |
| انتخابات       | کرسی‌ها    | +/–     |
| ۱۹۷۳           | ۱ از ۲۵۰  | ۳       |
| ۱۹۷۷           | ۳ از ۲۵۰  | ۲       |
| ۱۹۸۱           | ۸ از ۲۵۰  | ۵       |
| ۱۹۸۶           | ۸ از ۲۵۰  | بی‌تغییر |
| ۱۹۹۰           | ۷ از ۲۵۰  | ۱       |
| ۱۹۹۴           | ۷ از ۲۵۰  | بی‌تغییر |
| ۱۹۹۸           | ۷ از ۲۵۰  | بی‌تغییر |
| ۲۰۰۳           | ۰ از ۲۵۰  | ۷       |
| ۲۰۰۷           | ۶ از ۲۵۰  | ۶       |
| ۲۰۱۲           | ۱۸ از ۲۵۰ | ۱۲      |
| ۲۰۱۶           | ۲ از ۲۵۰  | ۴       |
| ۲۰۲۰           | ۲ از ۲۵۰  | بی‌تغییر |